# Holîkove, Oleksandrivka
Holîkove (în ucraineană Голикове) este localitatea de reședință a comunei Holîkove din raionul Oleksandrivka, regiunea Kirovohrad, Ucraina.

## Demografie
Componența lingvistică a localității Holîkove
     Ucraineană (98,43%)
     Rusă (1,37%)
     Alte limbi (0,2%)
Conform recensământului din 2001, majoritatea populației localității Holîkove era vorbitoare de ucraineană (98,43%), existând în minoritate și vorbitori de rusă (1,37%).